# تياغو ليموس (لاعب كرة قدم)
تياغو ليموس (بالبرتغالية: Tiago Nuno Amaral da Silva Lemos‏) هو لاعب كرة قدم برتغالي في مركز الوسط، ولد في 26 سبتمبر 1977 في لشبونة في البرتغال. لعب مع أتليتيكو كلوب دي برتغال.